# Ciężkowice
Ciężkowice (früher auch Cieszkowice) ist eine Stadt in Polen in der Woiwodschaft Kleinpolen. Sie ist Sitz der gleichnamigen Stadt-und-Land-Gemeinde. Im Jahr 2021 zählte die Stadt 2487 Einwohner.

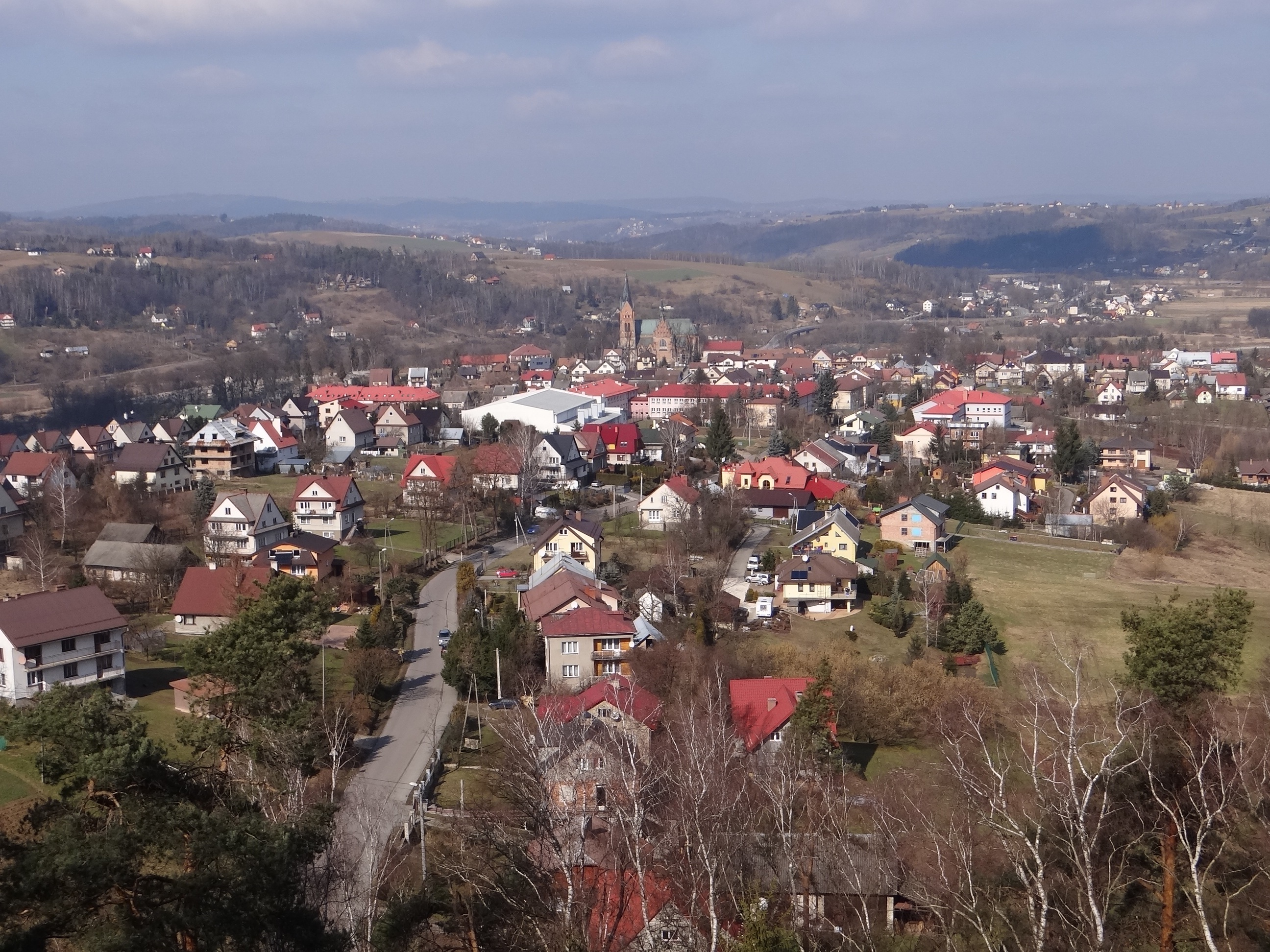
Blick auf die Stadt

## Geographie
Die Stadt auf der Biała ist der Namensgeber für das Ciężkowice-Gebirge. Die Nachbarorte sind Bogoniowice und Tursko im Norden, Rzepiennik Strzyżewski im Nordosten, Ostrusza im Südosten, Zborowice im Süden, sowie Kąśna Dolna im Westen.

## Geschichte
Im 12. Jahrhundert gehörte das Gebiet zur Benediktinerabtei Tyniec, damit im Zusammenhang tauchten erste Erwähnungen auf, deren Datierung in Frage gestellt wurde. Der Ort wurde in einem Dokument von Gilo von Paris (wahrscheinlich aus den Jahren 1123–1125) als Cecouici und in einer 1229 erschienenen Päpstlichen Bulle als Cecovici erwähnt. Der patronymische Name ist vom Personennamen Cieszek abgeleitet.
Kasimir III. gewährte am 29. Februar 1348 der Ortschaft das Stadtrecht und sie wurde an zusätzlichen 150 fränkischen Hufen im örtlichen Wald angelegt. Die Brüder Minard und Mikołaj wurden die Schulzen für den Ort, dem auch die Dörfer Bogoniowice und Ostrusza zugeschlagen wurden. Zehn Jahre später wurde die Kirche des Heiligen Andreas eingeweiht.
Die Stadt gehörte zunächst zum Königreich Polen (ab 1569 in der Adelsrepublik Polen-Litauen), Woiwodschaft Krakau, Kreis Biecz. Im 16. und 17. Jahrhundert konnte sich der Ort wirtschaftlich gut entwickeln, da er an der Kreuzung zweier Handelswege lag. In der Zeit der Reformation machten die zahlreichen örtlichen Protestanten aus einem Gebäude im Vorwerk des Vogts ein Bethaus. Ab 1655 litt die Stadt unter dem Zweiten Nordischen Krieg und die Zahl der Einwohner verringerte sich.
Bei der Ersten Teilung Polens kam Ciężkowice 1772 unter österreichische Herrschaft. Ein großes Feuer vernichtete 1830 große Teile der Stadt, darunter auch die Andreaskirche.
Während des Ersten Weltkrieges fanden in der Nähe der Stadt Gefechte zwischen der österreichischen und der russischen Armee statt. Nach dem Krieg kam der Ort zum wieder gebildeten Polen. In der Zwischenkriegszeit verlor Ciężkowice 1934 sein Stadtrecht.
Am 7. September 1939 wurde der Ort von der Wehrmacht besetzt. Die Besetzung dauerte bis zum 17. Januar 1945, als die Rote Armee in die Gegend vorrückte. Als Teil der Volksrepublik Polen wurde Ciężkowice 1975 administrativ der neu gebildeten Woiwodschaft Tarnów zugeordnet. Mit Wirkung zum 1. Januar 1998 erhielt Ciężkowice wieder das Stadtrecht. Eine Verwaltungsreform in Polen verringerte 1999 die Anzahl der Woiwodschaften und die Stadt wurde Teil der Woiwodschaft Kleinpolen.

## Kultur und Sehenswürdigkeiten

### Museen
In der Stadt gibt es ein Volkskundemuseum, ein Paderewski-Museum und ein Naturkundemuseum.

### Bauwerke
Sehenswerte sakrale Bauten sind die Pfarrkirche des heiligen Andreas aus dem Jahr 1901/1902 und die Kapelle des Heiligen Florian von 1895. Weiterhin sehenswert sind das Rathaus aus dem Jahr 1836 und einige alte Wohnhäuser aus dem 17. und 19. Jahrhundert.
In der Stadt befindet sich ein Friedhof für die Gefallenen des Ersten Weltkrieges.

## Gemeinde
Die Stadt-und-Land-Gemeinde (gmina miejsko-wiejska) hat eine Fläche von 103,22 Quadratkilometern. Neben der Stadt Ciężkowice gehören weitere Dörfer mit Schulzenämtern.

## Verkehr

### Straßenverkehr
Die Stadt liegt an der Droga wojewódzka 977. Diese beginnt in etwa 30 Kilometer Entfernung in Tarnów. Im Süden mündet sie in etwa 40 Kilometer Entfernung in die Landesstraße 75 unweit der Stadt Krynica-Zdrój.

### Luftverkehr
Der Internationale Flughafen Johannes Paul II. Krakau-Balice liegt etwa 85 Kilometer westlich. Der kleinere Flughafen Rzeszów-Jasionka befindet sich etwa 80 Kilometer nordöstlich von Ciężkowice.

## Söhne und Töchter der Stadt
- Karol Mroszczyk (1905–1976), Komponist und Musikpädagoge